# Viola cunninghamii
Viola cunninghamii är en violväxtart som beskrevs av Joseph Dalton Hooker. Viola cunninghamii ingår i släktet violer, och familjen violväxter. Inga underarter finns listade i Catalogue of Life.